# Freddie Highmore
Alfred Thomas Highmore (Londres, 14 de fevereiro de 1992) é um ator britânico. É mais conhecido por interpretar Norman Bates na série televisiva Bates Motel, Dr. Shaun Murphy na série The Good Doctor e Charlie Bucket no filme Charlie and the Chocolate Factory.

## Biografia
Highmore nasceu em uma família famosa. Sua mãe, Sue Latimer, é uma agente de talentos, cujos clientes incluem Daniel Radcliffe, e seu pai, Edward Highmore, é um ator. Highmore vive em Highgate, ao lado dos pais e do irmão Albert, nascido em 1992, um subúrbio ao norte de Londres, e estudou na escola privada local, Highgate School.

## Carreira
Highmore começou sua carreira com pequenos papéis na televisão, aos sete anos de idade. Em 2004, ele teve uma performance aclamada pela crítica como Peter Llewelyn Davies no filme Finding Neverland, recebendo então várias indicações aos mais diversos prêmios, incluindo o SAG Award. No ano seguinte, o ator participou ao lado de Johnny Depp no remake de Charlie and the Chocolate Factory, baseado no livro homônimo de Roald Dahl.
Em seguida, Highmore foi estrela de August Rush, ao lado de veteranos como Jonathan Rhys-Meyers, Keri Russell e Robin Williams. Segundo um episódio de Hollywood One on One, a mãe do garoto não quis que ele participasse da produção de início, pois as filmagens de Charlie and the Chocolate Factory haviam sido cansativas e longas, mas assim que o garoto leu o roteiro, aceitou o papel de Evan Taylor. Já em 2008, ele estrelou em outra adaptação de um livro infantil, The Spiderwick Chronicles, lançado nos Estados Unidos no primeiro bimestre de 2008. Em 2009, foi indicado na categoria Melhor Ator no Young Artist Awards pela sua atuação em "The Spiderwick Chronicles". Mais recentemente, Freddie foi confirmado no filme baseado em Astro Boy, interpretando o papel-título.
Ele participou das sequências: Arthur et les Minimoys (2006), Arthur et la Vengeance de Maltazard (2009) e Arthur et la Guerre des deux mondes (2010). Em 2010, participou de Master Harold… and the Boys como Hally. Ainda em 2010, Highmore foi aceito na Emmanuel College, Cambridge para estudar espanhol e árabe.
Ele foi o protagonista do filme Toast (2010), um filme autobiográfico sobre Nigel Slater. Em maio de 2011, Highmore concordou em aparecer em um curta-metragem sobre sua vida na universidade. O enredo gira em torno de como três mentores, chamado Burgis, Clancy e Brown ajudam a equilibrar as pressões conflitantes de celebridades. Ele também estrelou ao lado de Emma Roberts em 2011 a comédia romântica The Art of Getting By.
Em 2012 anunciou-se que Highmore foi cotado ao papel de Norman Bates na série Bates Motel, juntamente com Vera Farmiga. Esta série de televisão estreou no dia 18 de março de 2013.
Atualmente ele trabalha como ator e produtor da série The Good Doctor  na emisora de televisão ABC. 

## Filmografia

### Cinema
| Ano  | Título                              | Papel                     | Notas |
| ---- | ----------------------------------- | ------------------------- | ----- |
| 1999 | Women Talking Dirty                 | Sam                       |       |
| 2004 | Two Brothers                        | Raoul Normandin           |       |
| 2004 | Finding Neverland                   | Peter Llewelyn Davies     |       |
| 2004 | Five Children and It                | Robert                    |       |
| 2005 | Charlie and the Chocolate Factory   | Charlie Buckett           |       |
| 2006 | A Good Year                         | Max Skinner               |       |
| 2006 | Arthur et les Minimoys              | Arthur Montgomery         | Voz   |
| 2007 | August Rush                         | Evan Taylor / August Rush |       |
| 2007 | The Golden Compass                  | Pantalaimon               | Voz   |
| 2008 | The Spiderwick Chronicles           | Jared Grace / Simon Grace |       |
| 2008 | A Fox's Tale                        | Jack                      | Voz   |
| 2009 | Astro Boy                           | Astro Boy                 | Voz   |
| 2009 | Arthur et la Vengeance de Maltazard | Arthur Montgomery         | Voz   |
| 2010 | Master Harold... and the Boys       | Hally Ballard             |       |
| 2010 | Arthur et la Guerre des deux mondes | Arthur Montgomery         | Voz   |
| 2011 | The Art of Getting By               | George Zinavoy            |       |
| 2013 | Justin and the Knights of Valour    | Justin                    | Voz   |
| 2016 | The Journey                         | Jack                      |       |
| 2016 | Holding Patterns                    | Charlie Brenner           |       |
| 2021 | Way Down                            | Thom Johnson              |       |

### Televisão
| Ano       | Título                                 | Papel                | Notas         |
| --------- | -------------------------------------- | -------------------- | ------------- |
| 1999      | Walking on the Moon                    | Garoto               | Telefilme     |
| 2000      | Happy Birthday Shakespeare             | Steven Green         | Telefilme     |
| 2001      | The Mists of Avalon                    | Rei Artur (jovem)    | Telefilme     |
| 2001      | Jack and the Beanstalk: The Real Story | Garoto no Playground | Telefilme     |
| 2002      | I Saw You                              | Oscar Bingley        | Telefilme     |
| 2010      | Toast                                  | Nigel Slater         | Telefilme     |
| 2013-2017 | Bates Motel                            | Norman Bates         | 50 episódios  |
| 2016      | Close to the Enemy                     | Victor Ferguson      | 7 episódios   |
| 2017      | Tour de Pharmacy                       | Adrian Baton         | Telefilme     |
| 2017      | The Good Doctor                        | Dr. Shaun Murphy     | 116 episódios |